# Standing Still (пісня Романа Лоба)
«Standing Still» — пісня німецького співака Романа Лоба, з якою він представлятиме Німеччину на пісенному конкурсі Євробачення 2012 в Баку.